# 태즈메이니아주머니늑대
태즈메이니아주머니늑대(학명: Thylacinus cynocephalus)는 한때 오스트레일리아의 태즈메이니아섬에 서식했으나 현재는 절멸한 육식 유대류(有袋類)이다. 등에 호랑이를 연상케 하는 양단이 뾰족한 줄무늬를 가졌기 때문에 태즈메이니아호랑이(Tasmanian Tiger)라고도 했으며, 태즈메이니아늑대(Tasmanian Wolf) 또는 틸라신, 사일러신(Thylacine, /ˈθaɪləsiːn/, /ˈθaɪləsaɪn/)이라고도 부른다. 태반동물인 늑대나 개 등과 직접적인 관계가 없으나 상당한 해부학적 유사점을 가지고 있다. 주머니고양이목에 속한 생물들 가운데 가장 덩치가 큰 종이었으며, 유대류 가운데 외견과 생태적 지위가 늑대와 닮았다는 점에서 수렴진화의 대표적 예로 꼽힌다.
태즈메이니아·파푸아뉴기니·호주 본대륙 등지에 서식했으나, 마지막 개체가 1933년에 포획된 뒤로는 아무런 목격·포획된 기록이 남아있지 않다.

## 생태
단독 또는 한 쌍으로 행동하며, 낮에는 나무나 바위의 그림자에서 보내고, 해가 진 뒤에 사냥하러 나갔다. 먹이로는 소형 포유류를 주로 포식하고 있었다고 생각된다.
본래 태즈메이니아주머니늑대는, 오스트레일리아 대륙 및 뉴기니섬 일대에 서식하고 있었지만, 3만 년 전에 인간이 진출하면서 인류나 야생개인 딩고에게 먹이를 빼앗기고 인류가 발을 디디지 않았던 태즈메이니아섬에만 살게 되었다.

## 수난과 멸종
대항해시대 이후 유럽으로부터 인간이 정착하게 되면서, 양 등의 가축을 해치는 유해동물로 여겨진 주머니늑대는 대량 학살당했다. 1930년에, 마지막 야생 주머니늑대가 사살되었으며 곧 런던 동물원에서 기르던 주머니늑대도 죽으면서 멸종했다고 생각되었으나, 1933년에 야생 암컷 주머니늑대가 한번 더 포획되어 호바트 벤자민 동물원으로 옮겨졌다. 하지만 그조차도 1936년 9월 7일에 죽음으로써 전멸하였다. 현재도 태즈메이니아 및 다른 오스트레일리아 지역에서 종종 태즈메이니아 주머니늑대의 모습이나 발자취가 보고되곤 하지만 확실한 증거는 발견되지 않았다.

## 복원 시도
1999년에 오스트레일리아 박물관이 복제를 시도하였으며, 2002년 말에 표본으로부터 사용 가능한 DNA를 추출하는 부분적인 성공을 거두기도 했다. 하지만 2005년에 표본의 DNA가 에탄올로 보존하는 과정에서 지나치게 손상을 입었다는 것이 밝혀지면서 이 계획은 중단되었다. 그리고 2005년 5월 마이클 아처 교수, 뉴사우스웨일스 대학교 총장, 오스트레일리아 박물관의 이전 지도자 및 진화 생물학자와 계획사업이 흥미있는 대학 및 연구소 그룹에 의해 재출발되고 있다.
2008년 미국 텍사스 대학교 리처드 베링어 교수와 오스트레일리아 멜버른 대학교 앤드루 패스크 박사팀이 100년 전 표본에서 DNA를 추출하여 이를 쥐에게 이식한 결과, 생물학적 기능을 발휘하도록 했다고 발표했다.

## 견본 데이터베이스
국제적인 태즈메이니아주머니늑대 견본 데이터베이스(International Thylacine Specimen Database)는 2005년 4월에 완료되고 만일 가능하면 박물관, 대학, 개인 소장품의 최고점 안에서 현존하는 태즈메이니아주머니늑대 견본 물자를 분류하고 디지털로 사진을 찍는 4년 연구 계획이다.